# Leptorhethum novum
Leptorhethum novum är en tvåvingeart som först beskrevs av Octave Parent 1933.  Leptorhethum novum ingår i släktet Leptorhethum och familjen styltflugor. Inga underarter finns listade i Catalogue of Life.